# Casa Rius Aloy
La Casa Rius Aloy és una obra amb elements eclèctics i modernistes de Capellades (Anoia) inclosa a l'Inventari del Patrimoni Arquitectònic de Catalunya.

## Descripció
Es tracta d'una casa d'època amb tipologia repetida constantment: 2 plantes (l'ultima golfes i la primera balcons).
Interessant decoració a la barana del terrat: motius florals, volutes, decoració que també trobem a la Villa Canals de Capellades. Té altres motius decoratius, que poden ser afegits més tard doncs semblen de caràcter noucentista. (La casa que té adossada al costat ho és).

## Història
Finals segle XIX-inicis segle xx.